# AGIL
Il paradigma sociologico indicato dall'acronimo AGIL è stato introdotto da Talcott Parsons come strumento di analisi di una società e più in generale di un qualsiasi sistema sociale.
L'assunto base del paradigma dal quale muove il sociologo statunitense, nell'ambito della sua lettura in chiave funzionalista dei sistemi sociali, è che ogni sistema per sopravvivere e svilupparsi deve saper risolvere quattro classi di problemi funzionali richiamate dalle quattro lettere dell'acronimo: 
- A = Adaptation (funzione adattiva)
- G = Goal attainment (raggiungimento dei fini)
- I = Integration (funzione integrativa)
- L = Latent pattern maintenance (mantenimento del modello latente)

## Il paradigma
In questa sezione viene brevemente analizzato il significato dei problemi funzionali sopra menzionati in riferimento ad una qualsiasi società (tradizionale o moderna; semplice o complessa).
La funzione adattiva riguarda l'adattamento al contesto esterno (sia naturale sia sociale) ed il suo controllo in modo da avere la garanzia che al sistema vengano assicurate le risorse necessarie. La funzione adattiva ci porta dunque ad indagare il sottosistema economico, cioè il funzionamento delle strutture che concorrono alla produzione delle risorse intese in senso lato (beni materiali, tecnologie,  capitali, informazioni, conoscenze, etc.) e la divisione del lavoro che lo caratterizza. 

Si deve anche osservare che la risposta alle sfide poste dai cambiamenti del contesto esterno possono sollecitare processi di cambiamento delle strutture sociali, creando situazioni di crisi e di tensioni non facili da risolvere.
La funzione del raggiungimento dei fini (goal attainment) pone,  come la precedente, il sistema in rapporto al suo contesto esterno, ma riguarda la distribuzione e l'impiego delle risorse in riferimento ai fini prioritari che vengono perseguiti.  In tal senso possiamo dire che la funzione del raggiungimento dei fini dà il sottosistema politico. Nelle società semplici (poco differenziate) tale sottosistema fa riferimento al capo riconosciuto, al gruppo degli anziani e così via; nelle società complesse essa chiama in causa le strutture di governo, i partiti politici, i gruppi di pressione ed altro ancora.
La funzione integrativa riguarda il raccordo e la necessaria coerenza e armonizzazioni delle decisioni e delle azioni che hanno luogo nelle strutture nelle quali la società si articola (sottosistemi, collettività, ruoli, etc). Essa riguarda dunque l'ordine, la certezza di funzionamento delle strutture sociali, il rispetto delle aspettative reciproche, ma anche l'utilizzo razionale delle risorse. Concorrono a tale risultato le strutture che presiedono alla formulazione delle norme, che ne controllano il rispetto da parte dei sottosistemi e dei membri della società, e che ne sanciscono negativamente la violazione.
La funzione del mantenimento del modello latente è il sistema attraverso cui si trasmettono i valori (i modelli culturali)  nella società, garantendo che essi siano interiorizzati dai membri della società. Parsons impiega la parola "socializzazione" come sinonimo del processo che consente ad un nuovo membro (adolescente, straniero, etc) di "entrare a far  parte della società", acquisendo orientamenti comportamentali corrispondenti ai valori che la società custodisce.
 
Le strutture che concorrono alla socializzazione dei giovani sono la famiglia (socializzazione primaria), la scuola, le istituzioni di carattere etico-religioso, le strutture di apprendistato lavorativo. 

La funzione dei modelli culturali è quella della creazione di sistemi generali di senso che conferiscono una identità condivisa al sistema sociale e che contribuiscono al controllo delle tensioni. 

Nelle società semplici la trasmissione del modello latente è fatta attraverso eventi religiosi, di carattere rituale che servono a rinnovare i legami di appartenenza ed i processi di socializzazione sono affidati ai riti di passaggio.

## Applicazioni del paradigma
Il paradigma AGIL può essere impiegato nell'analisi di un qualsiasi sistema sociale. Lo si può utilizzare, ad es., nell'ambito della Sociologia delle organizzazioni per studiare organizzazioni formali (aziende, amministrazioni pubbliche, agenzie formative, ecc), ma anche nell'ambito delle componenti elementari della società (quali la famiglia, i gruppi di interesse, etc). Dobbiamo allo stesso Talcott Parsons molte di tali analisi.
Le risposte che un sistema sociale riesce a dare alle quattro esigenze funzionali sono evidentemente tra loro interconnesse; le ragioni per considerarle analiticamente disgiunte stanno nella possibili tensioni sociali che si vengono a creare tra tali risposte. Ad esempio, si può osservare che se le funzioni A e G enfatizzano le esigenze di cambiamento del sistema, le funzioni I e L pongono al centro dell'attenzione le esigenze di conservazione. Si può inoltre osservare che le esigenze di  controllo sociale si affidano in larga misura ai processi di interiorizzazione dei valori (funzione L), ma quando la cultura del sistema entra in crisi occorre investire maggiormente in strumenti di tipo normativo ed in attività di controllo della loro applicazione (funzione I). In presenza di forti cambiamenti del contesto esterno occorre attivare risposte adattive (A) che possono mettere in crisi le tradizionali modalità di rispondere alla esigenza funzionale del raggiungimento dei fini (G). 

Il paradigma AGIL non è dunque solo utile per descrivere il funzionamento di un sistema sociale. L'esame delle modalità con le quali il sistema sociale risponde ai quattro imperativi funzionali e le incoerenze che si creano tra tali risposte può aiutare a mettere in luce una serie di aspetti problematici. 

In particolare, come avverte lo stesso Parsons "[il paradigma], concepito ed utilizzato in maniera appropriata [..] non implica la predominanza empirica della stabilità rispetto al cambiamento". Esso tende piuttosto ad offrire strumenti concettuali appropriati per comprendere, nella loro diversa connotazione teorica, il problema della stabilità e quello del cambiamento.